# Zbraslavec
Zbraslavec település Csehországban, a Blanskói járásban. Zbraslavec Kunštát és Drnovice településekkel határos. Lakosainak száma 232 fő (2024. január 1.).

## Népesség
A település lakosságának változását az alábbi diagram mutatja:
| Lakosok száma | 252  | 310  | 295  | 217  | 231  | 182  | 212  | 214  | 224  | 232  |
|               | 1869 | 1890 | 1921 | 1950 | 1980 | 2001 | 2017 | 2019 | 2022 | 2024 |